# Trevor Morgan
Trevor John Morgan (ur. 26 listopada 1986 w Chicago) – amerykański aktor filmowy i telewizyjny.

## Życiorys

### Wczesne lata
Urodził się w Chicago w Illinois jako najmłodsze z czworga dzieci Lisy Morgan i Josepha „Joego” Borrasso, właścicieli MbM Studios, firmy zajmującej się rozwojem i produkcją talentów. Ma dwóch przyrodnich braci starszego Matta i młodszego Joego oraz przyrodnią siostrę Jennifer. Kiedy miał pięć lat, wraz z rodziną przeprowadził się do Orange County w Kalifornii, gdzie Trevor wystąpił w różnych reklamach. W 1997 jego rodzina przeniosła się do Los Angeles w Kalifornii, aby mógł zapoczątkować karierę aktorską. Po ukończeniu Laurel Springs School, studiował na Uniwersytecie Południowej Kalifornii.

### Kariera
Mając 6 lat został odkryty w centrum handlowym przez kierownika obsady. Wkrótce wziął kilkakrotnie udział w reklamach McDonald’sa i płatków Cheerios. Zadebiutował na kinowym ekranie w roli Aleca Mackenzie’go w komedii familijnej Dzieciaki do wzięcia (The Family Plan, 1997) u boku Leslie Nielsena i Judge’a Reinholda. Potem trafił do obsady przygodowej komedii muzycznej Wielka Przygoda Barneya (Barney’s Great Adventure, 1998) jako Cody Newton z Kylą Pratt. W 1999 był nominowany do Young Artist Award w kategorii „Najlepszy występ w serialu telewizyjnym – młodego aktora drugoplanowego” za rolę chorego na raka Scotty’ego Anspaucha w pięciu odcinkach serialu medycznego NBC Ostry dyżur (ER, 1998).
W dramacie familijnym Boba Clarka Pamiętny kwiecień (I’ll Remember April, 1999) z udziałem Pata Mority, Haleya Joela Osmenta i Marka Harmona zagrał jedną z głównych ról – jako Duke Cooper. Ponownie spotkał się z Haleyem Joelem Osmentem na planie dramatu psychologicznego M. Nighta Shyamalana Szósty zmysł (The Sixth Sense, 1999). Po sukcesie Szóstego zmysłu film Pamiętny kwiecień został wydany na wideo i twarz Trevora, znajdująca się na okładce, została zastąpiona ze względów marketingowych twarzą Haleya. Mel Gibson, który poszukiwał młodych aktorów do obsadzenia ról jego siedmiorga dzieci w filmie Rolanda Emmericha Patriota (The Patriot, 2000), dostrzegł Trevora i zaprosił go na przesłuchanie. Morgan łatwo dostał rolę i zagrał w filmie. W 2005 został uhonorowany Independent Spirit Awards za rolę Rocky’ego Merricka, który z kolegami chce dać nauczkę chłopakowi, który znęca się nad jego bratem w dramacie psychologicznym Mean Creek (2004). Pojawił się jako klasowy kolega młody Dexter Holland w teledysku The Offspring „Kristy, Are You Doing Okay?” (2009). W dramacie telewizyjnym Faith Under Fire (2018) z Toni Braxton wystąpił jako socjopatyczny terrorysta Michael Hill, który wtargnął na teren szkoły w Atlancie.

## Filmografia

### Filmy
- 1999: Geniusz (Genius, TV) jako Charlie Boyle / Chaz Anthony
- 1999: Szósty zmysł (The Sixth Sense) jako Tommy Tammisimo
- 2000: Patriota (The Patriot) jako Nathan Martin
- 2001: Park Jurajski III (Jurassic Park III) jako Eric Kirby
- 2001: Dom Glassów (The Glass House) jako Rhett Baker
- 2006: Mów mi tato (Off the Black) jako Dave Tibbel
- 2008: Centralne biuro uwodzenia (My Mom’s New Boyfriend) jako Eddie

### Seriale TV
- 1997: Kameleol (The Pretender) jako dzieciak
- 1997: Słoneczny patrol (Baywatch) jako Timmy
- 1997: Dotyk anioła (Touched by an Angel) jako Stevie Sanders
- 1998: Ostry dyżur (ER) jako Scott Anspaugh
- 2005: CSI: Kryminalne zagadki Miami (CSI: Miami) jako Patrick Brookner
- 2005: Empire Falls jako Zack Minty
- 2005: Posterunek w Reno (Reno 911!) jako uczeń
- 2007: Prawo i porządek: Zbrodniczy zamiar (Law & Order: Criminal Intent) jako Donny Carlson
- 2009: Mental: Zagadki umysłu (Mental) jako Billy Bauer
- 2010: Zaklinacz dusz (Ghost Whisperer) jako Danny Seitz
- 2011: Obrońcy (The Defenders) jako Mike
- 2013: Pułapki umysłu (Perception) jako Jimmy Miles